# (1203) Nanna
(1203) Nanna est un astéroïde de la ceinture principale découvert le 5 octobre 1931 par l'astronome allemand Max Wolf à l'Observatoire du Königstuhl.
Sa désignation provisoire était 1931 TA. Il tire son nom du tire d'un tableau du peintre Anselm Feuerbach, qui fait partie de la famille du découvreur.

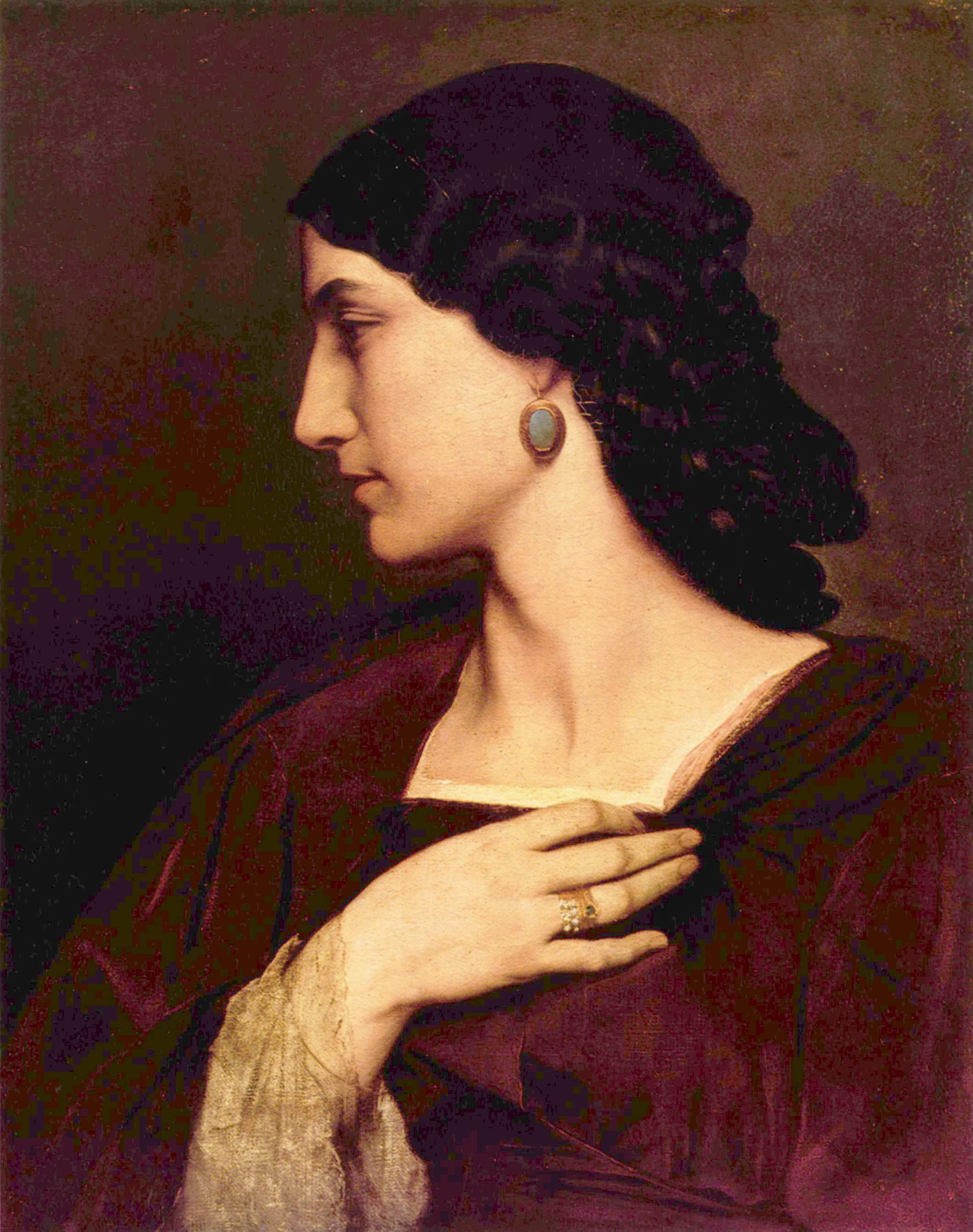
Nanna, 1860, portrait de Anna Risi